# 卡西莫伊峰
46°31′44″N 9°01′05″E / 46.52889°N 9.01806°E

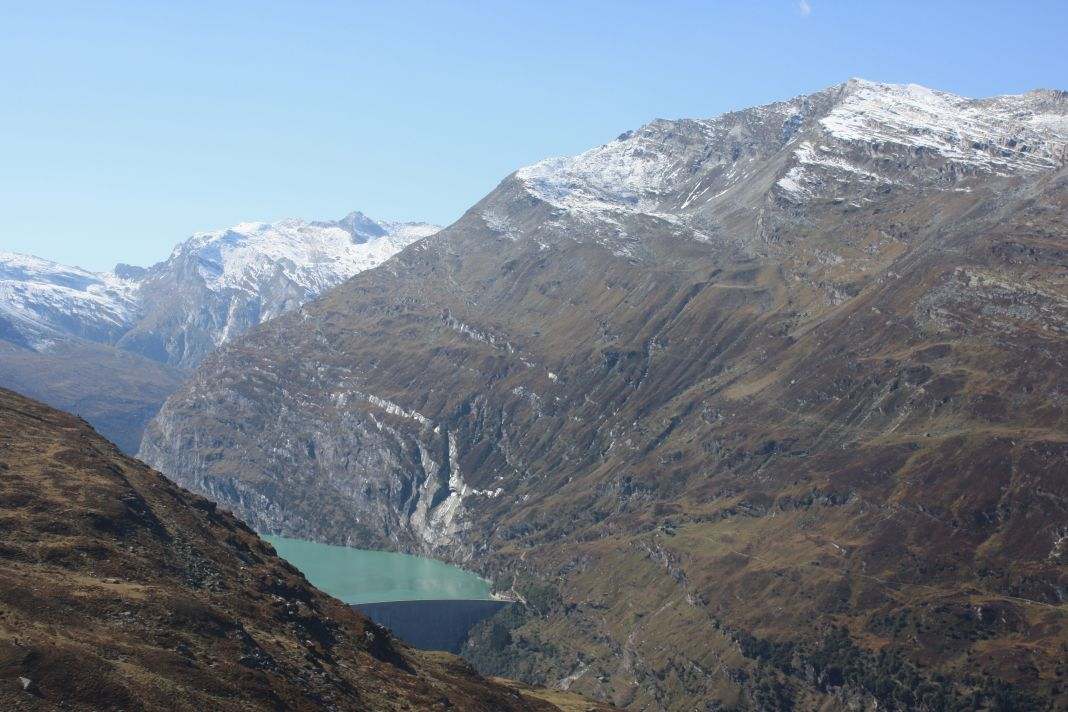

卡西莫伊峰（Pizzo di Cassimoi），是瑞士的山峰，位於該國南部，由提契諾州和格勞賓登州負責管轄，屬於勒蓬廷阿爾卑斯山脈的一部分，海拔高度3,129米。

## 外部連結
- Pizzo di Cassimoi on Summitpost （页面存档备份，存于）
- Pizzo di Cassimoi on Hikr （页面存档备份，存于）
- Position on map （页面存档备份，存于）